# Rodrigo Díaz de Vivar
Rodrigo Díaz de Vivar y Mendoza, I Conte del Cid e I Marchese del Cenete, (Manzanares, 1468 – Valencia, 22 febbraio 1523), è stato un militare spagnolo.
Fu il figlio primogenito del Cardinale Mendoza e di Mencía de Lemos.

## Biografia
Partecipò alla Guerra di Granada, sotto incarico di suo zio Íñigo López de Mendoza y Quiñones, II conte di Tendilla. 
Sposatosi in segreto con Leonor de la Cerda nel 1492, visse con lei nel suo Castillo de Jadraque. 
Rimasto vedovo nel 1497, decise di recarsi in Italia (1499-1500), dove tentarono di fargli sposare Lucrezia Borgia e dove conobbe l'architettura rinascimentale.
Al suo ritorno in Spagna, si risposò con María de Fonseca y Toledo (morta nel 1522), aggirando la proibizione espressa dalla Regina Isabella, per la qual cosa restò incarcerato fino alla morte della sovrana.
La sua prima figlia, Mencía de Mendoza, fu una donna di grande cultura e sensibilità.
Per lei edificò il bel Castillo de La Calahorra, nella Provincia di Granada, opera di Lorenzo Vázquez.
In seguito, lasciò repentinamente il palazzo per i suoi possedimenti di Ayora (Valencia), a causa degli scontri con suo zio, il conte di Tendilla, poiché don Rodrigo parteggiava per Filippo il Bello e lo zio Íñigo per Ferdinando il Cattolico.
Quando suo fratello fu nominato Viceré, si trasferì definitivamente a Valencia, dove divenne governatore.
Partecipò politicamente e militarmente alla repressione della ribellione delle Germanies, mostrando grandi doti diplomatiche, che gli permisero di restare fino alla morte a Valencia anche dopo la sconfitta iniziale di suo fratello.
Il 28 gennaio 1523 fu imprigionato dal caudillo Vicente Peris; fu liberato il 9 febbraio dai valenciani.
Però il 22 febbraio morì di tristezza per la morte della sua sposa. Fu sepolto con lei nel convento di San Domenico a Valencia.
Di genio vivo e violento, ebbe una vita inquieta e turbolenta, colto e raffinato di educazione, come tutti i Mendoza possedette una grande biblioteca. 
La sua terza figlia María si sposò con il conte di Saldaña, Diego Hurtado de Mendoza, primogenito del duca dell'Infantado, portando così in dote il Marchesato alla Casa dell'Infantado.